# Wangai
Wangaï (ou Wangay) est un village du Cameroun situé dans la région du Nord, le département du Faro, l’arrondissement de Beka, au pied des monts Atlantika, à proximité de la frontière avec le Nigeria. Il fait partie du lamidat de Wangaï.

## Population
Lors du recensement de 2005, le village comptait 1 199 habitants.
C'est l'une des rares localités où l'on parle le gimnime, une langue de l'Adamaoua.